# Mitch Apau
Mitch Apau (sinh 27 tháng 4 năm 1990 ở Amsterdam) là một cầu thủ bóng đá Hà Lan thi đấu ở vị trí right back cho Olimpija Ljubljana ở Slovenian PrvaLiga.

## Sự nghiệp câu lạc bộ
Anh thi đấu cho SC Veendam và RKC Waalwijk trước khi ra nước ngoài để gia nhập đội bóng Bỉ Westerlo vào mùa hè 2014.
Vào tháng 3 năm 2015 Chelsea được đồn là quan tâm đến anh, nhưng vào mùa hè 2016 anh đã gia hạn hợp đồng với Westerlo thời hạn 1 năm.